# Sphecodes albilabris
Espèce
Synonymes
- Nomada albilabris Fabricius, 1793 - protonyme[1]

Sphecodes albilabris, le Grand Sphécode, est une espèce de petites abeilles solitaires de la famille des Halictidae. Elle est endémique d'Europe occidentale et centrale. Ses larves parasitent une autre abeille solitaire, Colletes cunicularius.
Sphecodes albilabris mesure de 11 à 14 mm. Elle vole de mars à septembre.